# PietSmiet
PietSmiet (auch PietSmittie und PietSmiet & Co.) ist ein Team deutscher Webvideoproduzenten bestehend aus Jonathan Apelt, Dennis Brammen, Sebastian Lenßen, Peter Smits und Christian Stachelhaus. Die Videos der Gruppe werden auf YouTube-Kanälen veröffentlicht; zusätzlich finden regelmäßig Livestreams auf Twitch statt.
Über den gleichnamigen und 2007 von Peter Smits gestarteten Hauptkanal werden seit 2011 unter anderem Let’s Plays und Unterhaltungsvideos aus dem Themenbereich „Computerspiele“ sowie Kochvideos und Spielshows veröffentlicht. Auf weiteren Kanälen wie PietSmiet TV und Frag PietSmiet werden auch Videos zu computerspielfernen Themen hochgeladen, wie etwa Reacts.
Hinter den PietSmiet-Kanälen steht die von Peter Smits und Dennis Brammen gegründete PietSmiet UG (haftungsbeschränkt) & Co. KG mit Sitz in Berlin (früher Köln). PietSmiet ist Mitglied im Multi-Channel-Netzwerk allyance Network, das Management übernimmt die Künstleragentur 2nd Wave.

## Geschichte
Die ersten Videos des Hauptkanals behandelten 2007 noch persönliche Inhalte von Smits, die im Zusammenhang mit seinem Abitur standen. Viele davon sind inzwischen nicht mehr einsehbar. Am 18. Januar 2011 begann Smits mit dem Hochladen selbst erstellter Videos als Jahresrückblick auf die Geschehnisse im Gamingbereich für das Jahr 2010. Smits arbeitete zu dieser Zeit bei der Computerspielezeitschrift GameStar und hatte – wie auch die anderen späteren Mitglieder – eine Leidenschaft für Computerspiele.
Das erste Let’s Play startete am 2. Februar 2011 auf YouTube. Zu hören sind hier Smits und das ehemalige Mitglied Denis Hartwig, die Spielszenen zu EVE Online liefern und kommentieren. Auch die restlichen Mitglieder des Team PietSmiet stießen im Laufe der Zeit hinzu und begannen, ebenfalls Videos aufzunehmen und auf demselben Kanal hochzuladen. Die Mitglieder kannten sich untereinander bereits vorher durch eine gemeinsame Schul- oder Studienzeit und durch Freizeitaktivitäten wie die Pfadfinderei.
Knapp ein Jahr später, am 23. Februar 2012, wurde das erste Video auf ihrem zweiten YouTube-Kanal PietSmiet TV hochgeladen. Dieser enthält vorwiegend Reaktionsvideos und alte Videos von Reisen zu Entwicklern und Berichte sowie Kritiken und Tests zu Spielen. Zusätzlich erschienen auf dem Kanal Staffeln des Real-Life-Pen-&-Paper-Projekts „Das Schwarze Auge“. Des Weiteren gab es das Format PietSmiet kocht, das keinerlei Bezug zu Gaming bzw. Let’s Plays hat. Dieses wurde von Denis Hartwig moderiert.
Der Kanal, die Website und weitere Medien sowie Einrichtungen werden von der PietSmiet UG (haftungsbeschränkt) & Co. KG verwaltet. Geschäftsführer des Unternehmens sind Peter Smits und Dennis Brammen.
Seit dem 2. März 2013 sind die Namen PietSmiet, PietSmittie und Br4mm3n als Marke der PietSmiet UG (haftungsbeschränkt) & Co. KG im Deutschen Patent- und Markenamt (DPMA) für Waren und Dienstleistungen eingetragen. Seit Mai 2015 existiert die u. a. von Brammen geführte PietSmiet Holding GmbH, die den Erwerb und die Verwaltung von Unternehmensbeteiligungen regelt.
Seit 2013 ist PietSmiet Mitglied des Multi-Channel-Network allyance Network. Das Network wird von der Webedia Gaming GmbH betrieben, an welcher Smits und Brammen zwischen 2015 und 2017 über die PietSmiet Holding GmbH auch als Gesellschafter beteiligt waren.
2013 war PietSmiet neben Gronkh einer der populärsten Let’s-Play-Kanäle im deutschsprachigen Raum.
Seit September 2013 existiert neben den YouTube-Kanälen ein Twitch-Kanal, auf dem in unregelmäßigen Abständen Livestreams gestartet werden. Ab dem 25. Februar 2014 gab es mehrere Wochen lang eine an Twitch Plays Pokémon angelehnte Möglichkeit für Zuschauer, durch Eingaben in den Chat-Bereich ein gestreamtes Spiel zu steuern. Bei diesem Spiel handelte es sich um Pokémon (Silberne Edition). Diese interaktive Spielmöglichkeit existierte durchgehend zwischen den von den Team-Mitgliedern begleiteten Livestreams.
Am 8. April 2014 wurde ihr dritter YouTube-Kanal Frag PietSmiet ins Leben gerufen, auf dem der Zuschauer die Möglichkeit hat, jeden Tag eine Frage beantwortet zu bekommen. Fragen können in den Kommentarbereich der letzten hochgeladenen Videos geschrieben werden. Die Videos sind einfach gedrehte Handyvideos, die sehr kurz gehalten sind und sich dadurch für kurzweilige Unterhaltung eignen. Vorgelesen werden die Fragen (wie auch andere Intros und Voiceovers bei PietSmiet) von Dominik N. (bekannt als Domi oder DomiNoVox), welcher ab Juli 2014 den Kanal redaktionell betreute. Mittlerweile kümmert sich Sven Romberg um den Kanal, der außerdem als Contentmanager und Redakteur agiert sowie als Gastmoderator und Gastspieler in Pietsmiet-Videos auftritt. Im Februar 2023 kündigten Pietsmiet an, die Frag Pietsmiet-Serie nicht weiterzuführen.
Der Kanal Best of PietSmiet wurde am 21. Mai 2014 in Betrieb genommen, um die Best ofs, die bisher auf PietSmiet TV veröffentlicht wurden, auf einen anderen Kanal auszulagern. Verwaltet wurde der Kanal zunächst von Andreas L. (bekannt als LeFauko), der schon vor der offiziellen Zusammenarbeit mit PietSmiet für seine Best ofs bekannt war. Von Februar 2019 bis Februar 2022 betrieb Lukas Schändel den Kanal und lud monatlich Best-Ofs und verschiedene weitere Videos über PietSmiet hoch. Der Kanal wird seitdem von HoLeeKebab, welcher Highlightvideos aus Streams zusammenschneidet, und dem Betreiber von WBOPS (Weekly Best Of PietSmiet), welcher wöchentliche Best-Ofs erstellt, bespielt.
Neben einem Merchandise-Shop bietet PietSmiet seit Ende 2014 auch Desktop-Computer an, die nach von Pietsmiet festgelegten Konfigurationen von Kooperationspartnern produziert werden.
Im Zuge des Besuches der britischen Spielemesse GEEK starteten Smits und Stachelhaus am 18. Februar 2015 mit dem PietCast einen Podcast. Dieser erscheint seither regelmäßig in wechselnder Besetzung.
Unter der Mitarbeit von Mikkel Robrahn (als Chefredakteur) arbeitete man ab Mitte 2015 am Ausbau der Website pietsmiet.de zum Entertainmentportal um das Team und das Thema Gaming. Anfang 2025 wurde bekanntgegeben, dass die Website künftig aufgrund von Unrentabilität nicht mehr erreichbar sein wird.
Am 7. Oktober 2015 wurde bekannt gegeben, dass Hartwig nicht weiter Teil von PietSmiet sein wird und sich stattdessen seinem eigenen Kanal widmen möchte. Die Community reagierte teils positiv, teils negativ – vor allem aber gegen Hartwig selbst. Smits und Hartwig hatten im Video zu #Aufbruch betont, es habe keinen Streit gegeben, man trenne sich in Freundschaft. Smits betonte ebenso, dass der Kanal auch trotz des Abgangs Hartwigs „natürlich“ weitergeführt werde. Die Zuschauer sollten es nicht als das Ende von PietSmiet sehen, sondern als Chance. Als Folge der Trennung endete am 10. Oktober 2015 das bisher längste Projekt des Kanals: die Minecraft Adventure Maps, von denen in mehr als vier Jahren über 1.400 Folgen hochgeladen worden sind.
Zwischen 2015 und 2017 verstärkte PietSmiet ihre Spielshowformate, die zunehmend die bisher überwiegenden Videos zu Videospielen auf dem Hauptkanal ergänzten. Spielshows wie Fame or Shame, Nerdquiz oder Der Dümmste ist raus zählen mittlerweile zu den langlaufendsten Formaten von PietSmiet.
Im März 2017 beanstandete die Kommission für Zulassung und Aufsicht den Twitch-Kanal PietSmietTV als zulassungspflichtiges Rundfunkangebot. Den Betreibern wurde eine Frist bis Ende April des gleichen Jahres gewährt, einen entsprechenden Zulassungsantrag zu stellen. Anderenfalls werde der Betrieb des Kanals untersagt. Anfang Mai stoppten die Betreiber die Ausstrahlung ihres Programms über den Twitch-Kanal bis auf Weiteres. Seit dem 1. Februar 2019 läuft der PietSmietTV Kanal wieder rund um die Uhr auf Twitch.
Während in den ersten Jahren des Kanalbestehens überwiegend mehrteilige Let's Plays veröffentlicht worden waren, stellte PietSmiet dies 2018 aufgrund mangelndes Interesses ein und konzentrierte sich auf runden- bzw. zielbasierte Spiele, die innerhalb eines Videos einen (Zwischen-)Abschluss ermöglichen. Das komplette Durchspielen von Spielen wird stattdessen in Livestreams angeboten.
Der Große Preis von Mexiko in der Formel-1-Saison 2019 wurde durch PietSmiet live auf Twitch mit eigenem Kommentar übertragen. Es war die erste offizielle Übertragung dieser Art weltweit für ein Formel-1-Rennen.
2019 wurde die Webseite pietsmiet.de gerelauncht. Neue Videos der Webvideoproduzenten erscheinen auf dieser meist einige Stunden, bevor sie auf Youtube verfügbar sind. Zudem können Zuschauer über die Webseite Vorschläge für Videoformate einreichen, z. B. selbsterstellte Quiz, Videospiel-Challenges oder Videos für Reaktionsvideos. Da die Webseite lange rote Zahlen schrieb, wird seit 2019 ein werbefreies Abomodell unter dem Namen Pietsmiet.de Snob angeboten.
Ab Frühjahr 2020 verstärkte PietSmiet im Zuge der Massenquarantäne ihr Livestreamangebot. Auch Videoaufnahmesessions sowie die Aufnahme des PietCast werden seither teilweise live übertragen. Vergangene Livestreams werden über ein unternehmenseigenes System halbautomatisch auf dem Kanal PietSmiet Live hochgeladen.
Im Juni 2021 wurde Mikkel Robrahn als COO von PietSmiet durch Julian Laschewski abgelöst.
PietSmiet arbeitet mit der von Boris „Mister Gamescom“ Lehfeld gegründeten Agentur 2nd Wave zusammen, welche Kooperationen mit Unternehmen organisiert und unter anderem auch weitere deutsche YouTuber wie LeFloid oder Sarazar betreut.
Zum Jahreswechsel 2024/25 gab PietSmiet bekannt, ihren Content auf Youtube ab sofort drastisch reduzieren zu wollen und sich im Gegenzug mehr auf Twitch zu fokussieren, was in Teilen der Community auf Ablehnung stieß. Anderseits wurde einen Tag nach dem Ankündigungsvideo im Vorfeld des dazugehörigen Q&A-Livestreams ein deutschlandweiter Twitch-Abonnement-Rekord gebrochen. Dieser Rekord wurde jedoch wenige Tage später von Shlorox gebrochen.

## Mitglieder

### Aktiv

#### Jonathan Apelt
Jonathan William Moritz Apelt (* 31. Mai 1989 in Essen) stammt aus Weeze. Nach dem Abitur am Kardinal-von-Galen-Gymnasium in Kevelaer (KvGG) studierte er Veterinärmedizin an der Justus-Liebig-Universität Gießen. Apelt ist seit 2022 mit der Tierärztin Dr. Jessica Jörling (in Videos oder Streams auch als Frau Doktor Eieruhr bekannt) verheiratet.

#### Dennis Brammen
Dennis Brammen (* 28. März 1988 in Goch) ist einer von zwei Geschäftsführern der PietSmiet UG (haftungsbeschränkt) & Co. KG. Er wuchs ebenfalls in Weeze auf und besuchte dort die städtische Realschule. An der Fachoberschule für Wirtschaft und Verwaltung in Geldern erlangte er die Fachhochschulreife. Nachdem er in den Niederlanden International Business Economics mit Schwerpunkt auf Steuern und Controlling studiert und mit dem Bachelor of Economics abgeschlossen hatte, arbeitete er als Personalcontroller unter anderem für Gerresheimer.

#### Sebastian Lenßen
Sebastian Lenßen (* 5. Dezember 1988) stammt aus Kevelaer und besuchte ebenfalls das KvGG. Nach dem Abitur studierte er Maschinenbau an der Hochschule Bonn-Rhein-Sieg und arbeitete danach als Entwicklungsingenieur bei Bühler. Lenßen ist seit 2020 mit der Webvideoproduzentin JovleKaline verheiratet und wohnt zusammen mit ihr und zwei gemeinsamen Söhnen in Münster.

#### Peter Smits
Peter Georg Smits (* 28. März 1989 in Kevelaer) ist Namensgeber des Kanals sowie Geschäftsführer der PietSmiet UG (haftungsbeschränkt) & Co. KG. Smits wuchs in Weeze auf und legte das Abitur am KvGG ab. An der Universität zu Köln studierte er ab 2009 Medienwissenschaft und Medieninformatik. Zwischen 2009 und 2012 war er Content-Manager bei der Computerspielezeitschrift GameStar. Neben der deutschen besitzt er auch die niederländische Staatsbürgerschaft. Smits ist seit Juni 2022 verheiratet und hat seit Juni 2024 mit seiner Frau einen gemeinsamen Sohn.

#### Christian Stachelhaus
Christian Stachelhaus (* 4. Oktober 1984 in Meerbusch-Büderich) wuchs in Duisburg auf und legte sein Abitur am Suitbertus-Gymnasium in Düsseldorf ab. Danach machte er eine Ausbildung zum Kaufmann für Spedition und Logistikdienstleistung. Ab 2009 studierte er Medienwissenschaft an der Universität zu Köln und lernte dadurch Smits kennen. Er schloss sein Studium jedoch nicht ab. Stachelhaus wohnt in Düsseldorf und ist seit 2020 verheiratet.

### Ehemalig

#### Denis Hartwig
Denis Hartwig (* 8. März 1989 in Moers) stammt aus Kevelaer und besuchte ebenfalls das Kardinal-von-Galen-Gymnasium. Am 7. Oktober 2015 wurde sein Ausscheiden aus PietSmiet bekanntgegeben.

## Sendungen und Events

### H4RD RES3T
Vom 29. November 2012 bis zum 27. August 2013 erschien auf dem Online-Videoportal MyVideo unter dem Namen Pietsmiet’s H4RD RES3T jeden Dienstag (bis zum 29. April 2013 donnerstags) ein Livestream, der von Smits und Brammen moderiert wurde. Es wurden neue Spiele vorgestellt, News zur Gaming-Welt präsentiert oder Aktionen mit der Online-Community durchgeführt. Der Livestream erreichte regelmäßig mehrere zehntausende Zuschauer; es wurden 38 Ausgaben ausgestrahlt. Im August lief die letzte Folge der Sendung unter der Moderation von Smits und Brammen. Die Show lief vom 10. Dezember 2013 bis zum 11. März 2014 durch die Moderatoren Simon Krätschmer, Daniel Budiman und Nils Bomhoff sowie Etienne Gardé vom YouTube-Kanal Rocket Beans als Rocket Beans’ Hard Reset weiter.
Die Sendung hatte folgenden, geregelten Aufbau:
1. Das Spiel der Woche
2. News zu Spielen
3. Unpacking/Community-Ecke
4. Battle

### Last Man Standing
Am 1. März 2013 trat PietSmiet zusammen mit anderen Vertretern des Let’s-Play-Genres in dem von MyVideo organisierten Livestream Last Man Standing auf. Die Gruppe trat unter anderem gegen Gronkh und Sarazar über 8 Stunden in verschiedenen Computerspielen in Teams gegeneinander an. Der Livestream hatte insgesamt etwa 1,5 Millionen Zuschauer. Moderiert wurde diese Sendung von Nela Lee.
Am 30. November 2013 wurde Last Man Standing als Last Man Standing 2 fortgesetzt. Erneut trat das PietSmiet-Team gegen das Team Let’s Play Together, bestehend aus Gronkh, Sarazar, DebitorLP, SgtRumpel, Fabian Siegismund und David Hain an. Im Gegensatz zur ersten Sendung gab es Zuschauer, die als Wildcard-Gewinner für ihr bevorzugtes Team an der Show teilnehmen konnten. Diese Ausgabe wurde ebenfalls von Lee moderiert, unterstützt von Daniel Budiman und Simon Krätschmer. Der Livestream wurde auf MyVideo.de ausgestrahlt.

### Let’s Play Poker
Am 23. März 2013 strahlte MyVideo erstmals Let’s Play Poker aus. Neben einigen PietSmiet-Mitgliedern waren auch andere berühmte YouTuber anwesend. Die Sendung wurde von PokerStars gesponsert und der Erlös einer Wohltätigkeitsorganisation gespendet.
Am 3. Mai 2014 nahm Hartwig als Vertreter von PietSmiet erneut bei Let’s Play Poker teil und belegte den dritten Platz. Auch diesmal wurde der Erlös an eine Wohltätigkeitsorganisation gespendet. Neben Pokerprofi Martin Pott alias Potti fungierte Brammen als Kommentator der Sendung.
Zudem nahm Lenßen am 31. Januar 2015 an der neunten Ausgabe Let’s Play Poker teil. Er konnte den vorletzten Platz erringen.

### Total verzockt!-Tour 2016
Vom 21. Juni bis einschließlich 25. Juni 2016 hielt PietSmiet in Hamburg, Frankfurt am Main, München, Köln und Berlin mehrstündige Bühnenshows. Inspiriert durch das positive Erleben der Tour des Podcasts Radio Nukular wurden die Tourpläne mit dem Erreichen der 2-Millionen-Abonnenten-Marke bekannt gegeben. Die fünftägige Reise wurde mittels eines Tourblogs auf dem YouTube-Kanal dokumentiert.

### Wir lieben diesen Zirkus-Tour 2018
Vom 18. April 2018 bis einschließlich 29. April 2018 fand nach 2016 die zweite Tour des PietSmiet-Team statt. Sie traten auf in Hannover, Köln, Leipzig, München, Wien, Frankfurt und Berlin. Aufgrund der rasch ausverkauften Tickets fand in Köln an zwei aufeinander folgenden Tagen eine Show statt. Somit wurden aus ursprünglich sieben geplanten Auftritten acht. Jonathan Apelt musste seine Teilnahme für die ersten vier Auftritte allerdings kurzfristig absagen, da er sich auf einer Reise kurz zuvor verletzte. Hiervon unabhängig fand am selben oder vorausgehenden Tag in den entsprechenden Städten eine Autogrammstunde an diversen MediaMarkt-Filialen statt. Während der Tour erschien zu jedem Auftritt ein Reisevlog sowie ein PietCast-Spezial.

### Livestream-Events
Seit 2019 führt PietSmiet Veranstaltungen durch, die live auf Twitch übertragen werden. Dazu gehören verschiedene Spielshows, die von Andreas L. und Ben organisiert, programmiert und moderiert werden. Gelegentlich werden Gäste eingeladen.
| Name des Events              | Beschreibung | Anzahl der Ausgaben |
| ---------------------------- | --- | ------------------- |
| Quiz Poker                   | Das Spiel basiert auf dem klassischen Texas Holdem, allerdings wird nicht mit Karten gespielt, sondern mit Quizfragen. Statt vier Wettrunden erfolgen zwei Tipps und die Lösung zu der gestellten Frage.                                                                     | 16                  |
| Brain Battle                 | Hierbei handelt es sich um ein Wissensquiz, bei dem die Teilnehmenden verschiedene Joker einsetzen können. | 12                  |
| Ich weiß, was du nicht weißt | Gespielt wird in Teams, wobei es gilt einzuschätzen, was der eigene Mitspieler auf eine Frage geantwortet hat. | 11                  |
| Spot It!                     | Das Spiel findet in einem Hexagon statt, in dem immer ein bestimmter Punkt möglichst genau getroffen werden muss. Beispielsweise kann ein Ort auf einer unbeschrifteten Karte gesucht sein oder ein Detail in einem Fehlerbild.                                              | 5                   |
| Sabotage                     | Bei diesem Spiel müssen Aufgaben (z. B. Abwandlungen von Stille Post) in einem Team erledigt werden, wobei es einen oder mehrere Mitspieler geben kann, die diese Aufgabe unbemerkt sabotieren müssen. Je unauffälliger sie dies tun, desto mehr Punkte können sie erhalten. | 2                   |

Außerdem finden seit 2021 verschiedene Events statt, bei denen das Team zusammen mit anderen Influencern vor Ort spielerisch gegeneinander antritt. Organisiert werden derartige Veranstaltungen von dem PietsSmiet-COO Julian Laschewski (Jules).
| Name des Events                      | Anzahl der Ausgaben |
| ------------------------------------ | ------------------- |
| PietSmiet E-Kart Invitational        | 4                   |
| PietSmiet Invitational: Minigolf-Cup | 2                   |
| PietSmiet Pfadfindercamp             | 1                   |

2023 ging PietSmiet einen Schritt weiter und wagte sich mit großem Erfolg an Hybrid-Events, welche wie auch die anderen Veranstaltungen live auf Twitch übertragen werden, aber auch Zuschauer vor Ort hat, welche ins Geschehen einbezogen werden. Selbst nennt das Team solche Veranstaltungen Live Live Events. So fand am 13. Oktober 2023 das Event Alle gegen Hamburg, am 11. März 2024 das Event Eisfest und am 11. Oktober 2024 das Event Alle gegen Hamburg 2 statt.

## Auszeichnungen
Auf der Gamescom 2013 erhielten PietSmiet den goldenen YouTube Play-Button für das Erreichen von 1 Million Abonnenten.
Außerdem wurde PietSmiet sowohl 2013 (für die erste Folge des Happy Wheels-Let’s Plays von Hartwig), als auch 2014 (für die erste Folge der Minecraft Season 7 sowie das Best Of Pietsmiet 2013 50.000 Abonnenten Special) jeweils in der Kategorie „Let’s Play“ für den Webvideopreis nominiert.

## Trivia
- Bei der Crowdsourcing-Aktion Mein Burger von McDonald’s Deutschland gewann ein Burger namens PietSmiet Burger, der daraufhin vom 13. Juni 2013 bis zum 11. August 2013 bundesweit in teilnehmenden McDonald’s-Filialen zum Verkauf stand. Mit über 36.000 Stimmen erreichte der von einem Fan eingereichte Burger beim Onlinevoting fast doppelt so viele Stimmen wie der Zweitplatzierte und mehr als alle vorigen Gewinner der Aktion. Durch die hohe Nachfrage wurde der Aktionszeitraum verlängert und der Burger dabei vorübergehend zur Liste der Aktionsburger hinzugefügt. Die Nutzung der Marke PietSmiet wurde von der PietSmiet UG (haftungsbeschränkt) & Co. KG geduldet.[83]
- Das „m“ im Logo wird durch ein Gamepad dargestellt, das sich auf die Videospiele-Industrie bezieht. Es wird auch alleinstehend, beispielsweise auf Marketingprodukten, als Logo verwendet.
- Der in der 18. Staffel von South Park auftretende schwedische Let’s Player PewDiePie wird für die deutschsprachige Ausstrahlung von Smits synchronisiert.[84]
- Gemeinsam mit Daniel Budiman, Etienne Gardé, Fabian Siegismund und anderen bekannten YouTubern wirkte Dennis Brammen im Musikvideo des Titelliedes (Ein Echter Wahrer Held) zum 2015 erschienenen Film Mara und der Feuerbringer von Schandmaul mit.[85]
- Das Buch der fünf YouTuber Total verzockt: Das PietSmiet 1 × 1 erschien am 4. Oktober 2016 und enthielt Anekdoten aus der Kindheit, Highlights aus ihren Videos und gibt auch Einblicke in ihr Privat- und Innenleben. Das Buch wurde am 12. Oktober 2016 als Bestseller in der Kategorie „Sachbücher“ im Spiegel-Magazin aufgeführt.[86]
- Peter hat einen Auftritt in Cyberpunk 2077 als Gesicht eines Tausendfüßlers auf einem Plakat.[87][88]
- Im August und September 2021 kursierten Gerüchte, denen zufolge zeitnah eine Open Beta für Battlefield 2042 starten sollte. Das Team PietSmiet kündigte daraufhin für den 4. September 2021 einen Livestream zu diesem Spiel an. Dabei wurde vergessen, den Stream als „unter Vorbehalt“ zu kennzeichnen. Zahlreiche deutschsprachige und internationale Medien interpretierten dies als unbeabsichtigten Leak und berichteten über den Termin, der sich jedoch als Falschmeldung herausstellte.[89]
- Dennis Brammen hat einen Auftritt im Videospiel Anno 1800 aus dem Jahre 2019, in dem er als Spezialist erspielt werden kann.

## Buchveröffentlichungen
- Christian Lütjens: Total verzockt: Das PietSmiet 1 × 1. Knaur Taschenbuch, München 2016, ISBN 978-3-426-78880-6.
- Mikkel Robrahn: Viggo: A PietSmiet Story. Community Editions, Köln 2019, ISBN 978-3-96096-081-2.
- PietSmiet: PietSmiet kocht. Die besten Gerichte der Show. Fischer New Media, Frankfurt 2021, ISBN 978-3-7335-5022-6.
- PietSmiet & Dominik Käppeler: Von Studentenbude bis Sterneküche: 50 Rezepte durch fünf Epochen mit PietSmiet und Dominik Käppeler. Gradoo Publish, Essen 2024.[90]

## Diskografie
- Bramminös (2016)
- Brammen bumst sich weg (2016)
- Pedda Fucking Huren Smits (feat. Doppel-D-Diktator) (2016)
- Die Antwort (feat. Sep) (2016)
- Snob Lives Matter (feat. Doppel-D-Diktator) (2018)
- Bramminös (MatKay Remix) (2019)
- Every World is a real World (als Feature von Henning May) (2020)
- Verbremst (feat. Whatthehell & Chillyman) (2022)
- Himmelblau (feat. Whatthehell & Chillyman) (2022)